# Ebbasjö
Ebbasjö är en sjö i Ljungby kommun i Småland och ingår i Lagans huvudavrinningsområde. Sjön har en area på 0,0937 kvadratkilometer och ligger 143,1 meter över havet. Sjön avvattnas av vattendraget Murån.

## Delavrinningsområde
Ebbasjö ingår i det delavrinningsområde (629602-136493) som SMHI kallar för Mynnar i Bolmen. Medelhöjden är 163 meter över havet och ytan är 22,75 kvadratkilometer. Det finns inga avrinningsområden uppströms utan avrinningsområdet är högsta punkten. Murån som avvattnar avrinningsområdet har biflödesordning 3, vilket innebär att vattnet flödar genom totalt 3 vattendrag innan det når havet efter 108 kilometer. Avrinningsområdet består mestadels av skog (51 procent) och sankmarker (35 procent). Avrinningsområdet har 0,18 kvadratkilometer vattenytor vilket ger det en sjöprocent på 0,8 procent.